# 77e parallèle nord
Pour les articles homonymes, voir 77e parallèle.
En géographie, le 77e parallèle nord est le parallèle joignant les points de la surface de la Terre dont la latitude est égale à 77° nord.

## Géographie

### Dimensions
Dans le système géodésique WGS 84, au niveau de 77° de latitude nord, un degré de longitude équivaut à 25,121 km ; la longueur totale du parallèle est donc de 9 044 km, soit environ  22,6% de celle de l'équateur. Il en est distant de 8 550 km et du pôle Nord de 1 452 km,.
Comme tous les autres parallèles à part l'équateur, le 77e parallèle nord n'est pas un grand cercle et n'est donc pas la plus courte distance entre deux points, même situés à la même latitude. Par exemple, en suivant le parallèle, la distance parcourue entre deux points de longitude opposée est 4 522 km ; en suivant un grand cercle (qui passe alors par le pôle nord), elle n'est que de 2 904 km.

### Durée du jour
À cette latitude, le soleil est visible toute la journée au solstice d'été, et reste sous l'horizon toute la journée au solstice d'hiver.